# Monte San Giovanni Campano
Monte San Giovanni Campano este o localitate italiană de 12.772 locuitori din provincia Frosinone.

## Demografie
Monte San Giovanni Campano - evoluția demografică

|  | Graficele sunt indisponibile din cauza unor probleme tehnice. Mai multe informații se găsesc la Phabricator și la wiki-ul MediaWiki. |

Date: Recensăminte sau birourile de statistică - grafică realizată de Wikipedia